# Colgar eirlor
Colgar eirlor är en insektsart som beskrevs av Medler 2000. Colgar eirlor ingår i släktet Colgar och familjen Flatidae. Inga underarter finns listade i Catalogue of Life.